# چک منجو
چک منجو (به انگلیسی: Chak Manju) یک شهرک در پاکستان است که در ناحیه گجرات واقع شده‌است.